# Représentations diplomatiques du Paraguay

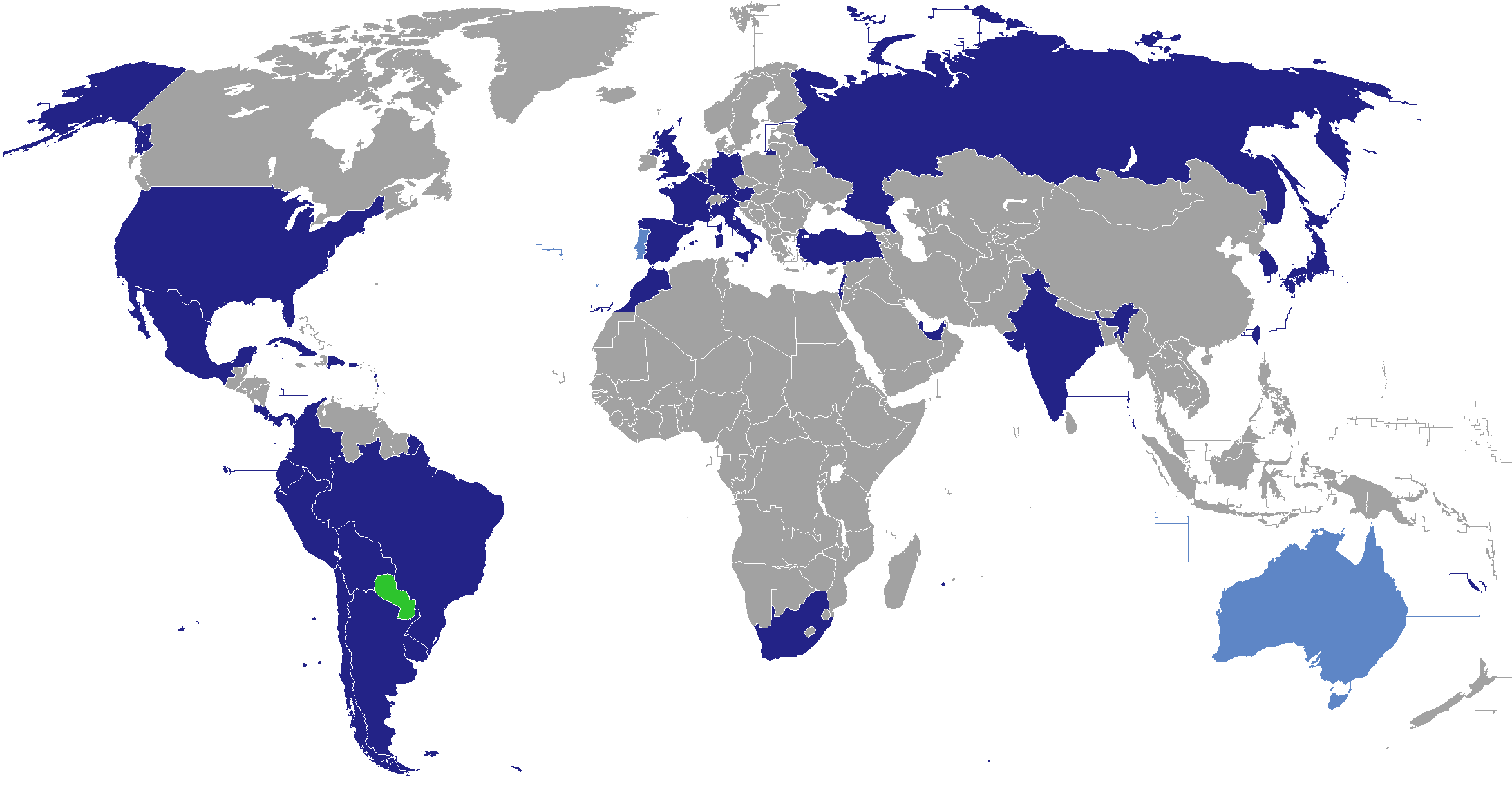
Représentations diplomatiques du Paraguay :
Paraguay
Ambassade

Voici la liste des représentations diplomatiques du Paraguay à l'étranger : Le Paraguay est aussi un seul pays d'Amérique du Sud qui maintient une ambassade à Taipei au lieu de Pékin.

## Afrique
- Afrique du Sud
  - Pretoria (ambassade)
- Maroc
  - Rabat (ambassade)

## Amérique
- Argentine
  - Buenos Aires (ambassade)
  - Clorinda (consulat)
  - Formosa (consulat)
  - La Plata (consulat)
  - Posadas (consulat)
  - Puerto Iguazú (consulat)
  - Resistencia (consulat)
  - Rosario (consulat)
  - San Justo (consulat)
  - Salta (consulat)
- Bolivie
  - La Paz (ambassade)
  - Santa Cruz de la Sierra (consulat général)
- Brésil
  - Brasilia (ambassade)
  - Foz do Iguaçu (consulat général)
  - Rio de Janeiro (consulat général)
  - São Paulo (consulat général)
  - Campo Grande (consulat)
  - Guaíra (consulat)
  - Ponta Porã (consulat)
  - Porto Murtinho (consulat)
- Canada
  - Ottawa (ambassade)
- Chili
  - Santiago du Chili (ambassade)
  - Iquique (consulat)
- Colombie
  - Bogota (ambassade)
- Costa Rica
  - San José (ambassade)
- Cuba
  - La Havane (ambassade)
- République dominicaine
  - Saint-Domingue (ambassade)
- Équateur
  - Quito (ambassade)
- États-Unis
  - Washington (ambassade)
  - Los Angeles (consulat général)
  - Miami (consulat général)
  - New York (consulat général)
- Mexique
  - Mexico (ambassade)
- Panama
  - Panamá (ambassade)
- Pérou
  - Lima (ambassade)
- Uruguay
  - Montevideo (ambassade)

## Asie
- Corée du Sud
  - Séoul (ambassade)
- Émirats arabes unis
  - Abou Dabi (ambassade)
- Inde
  - New Delhi (ambassade)
- Israël
  - Jérusalem (ambassade)
- Japon
  - Tokyo (ambassade)
- Liban
  - Beyrouth (ambassade)
- Qatar
  - Doha (ambassade)
- Taïwan
  - Taipei (ambassade)
- Turquie
  - Ankara (ambassade)

## Europe
- Allemagne
  - Berlin (ambassade)
  - Francfort (consulat général)
- Autriche
  - Vienne (ambassade)
- Belgique
  - Bruxelles (ambassade)
- Espagne
  - Madrid (ambassade)
  - Barcelone (consulat général)
  - Malaga (consulat général)
- France
  - Paris (ambassade)
- Italie
  - Rome (ambassade)
- Portugal
  - Lisbonne (Consulat général)
- Royaume-Uni
  - Londres (ambassade)
- Russie
  - Moscou (ambassade)
- Vatican
  - Rome (ambassade)

## Océanie
- Australie
  - Sydney (Consulat général)

## Organisations internationales
- Bruxelles  (mission permanente auprès de l'Union européenne)
- Genève  (mission permanente auprès de l'Organisation des Nations unies)
- Montevideo (missions permanentes auprès de l'ALADI et du MERCOSUR)
- New York (mission permanente auprès de l'Organisation des Nations unies)
- Washington (mission permanente auprès de l'Organisation des États américains)

## Galerie

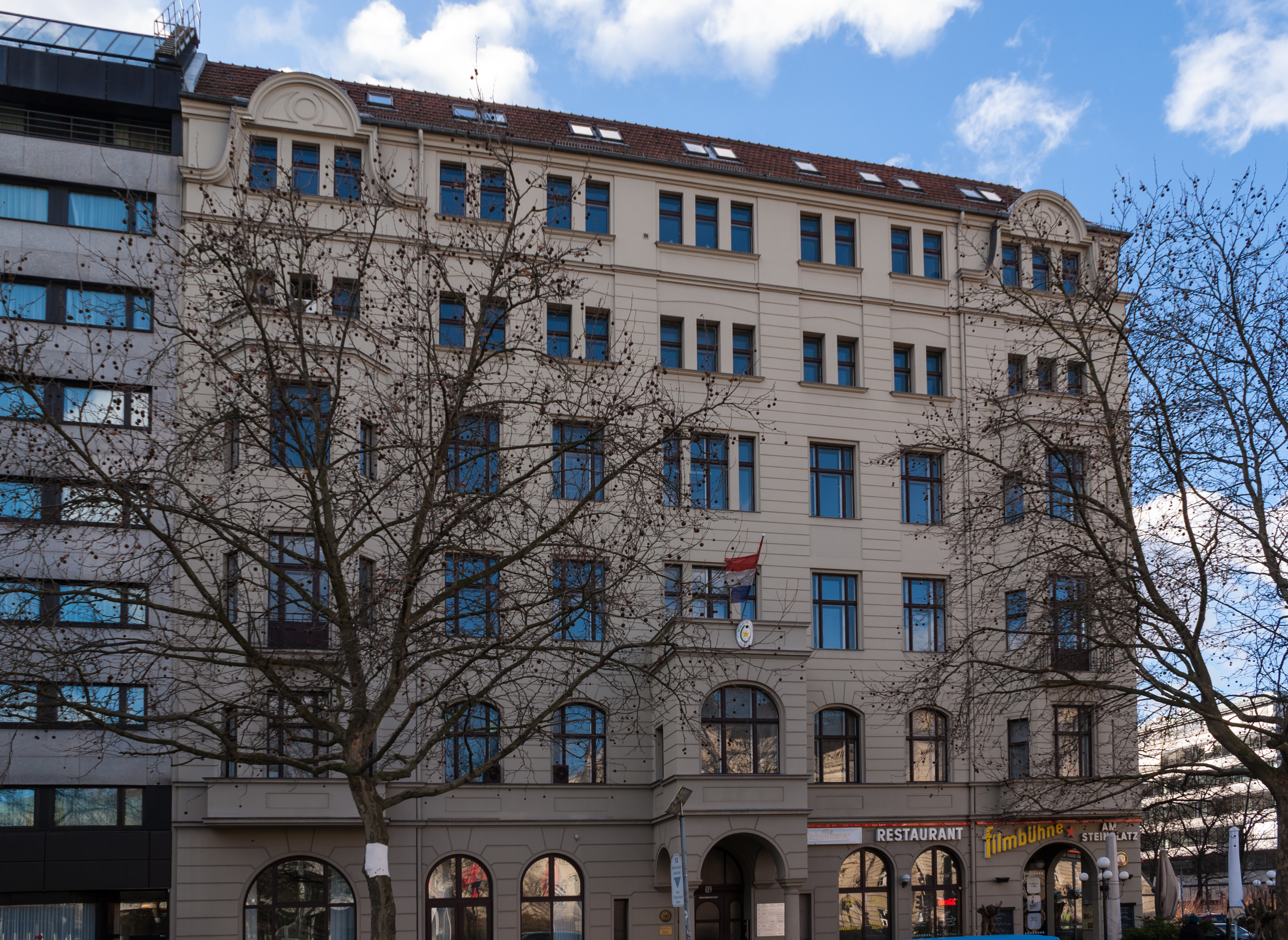
Ambassade à Berlin.
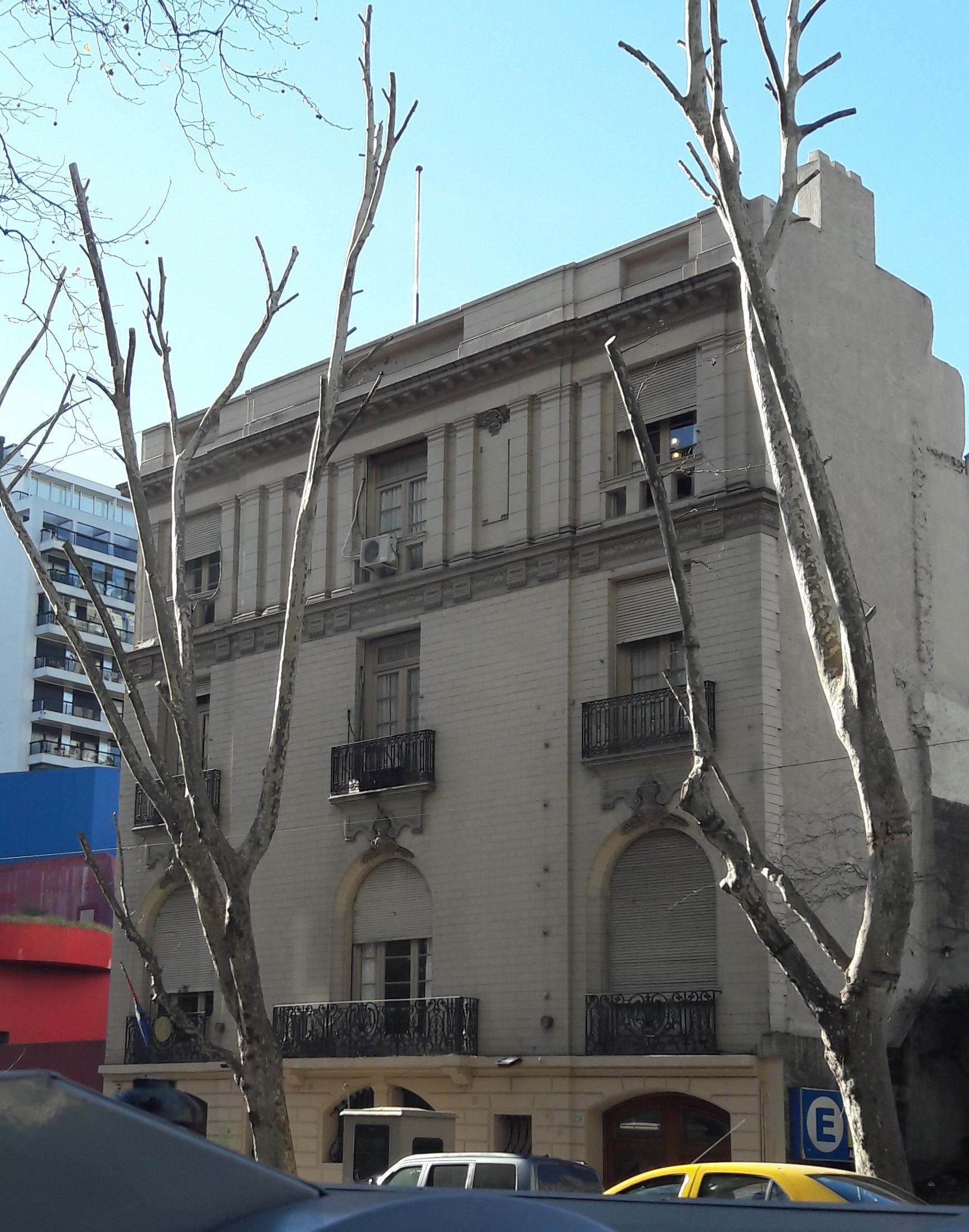
Ambassade à Buenos Aires.
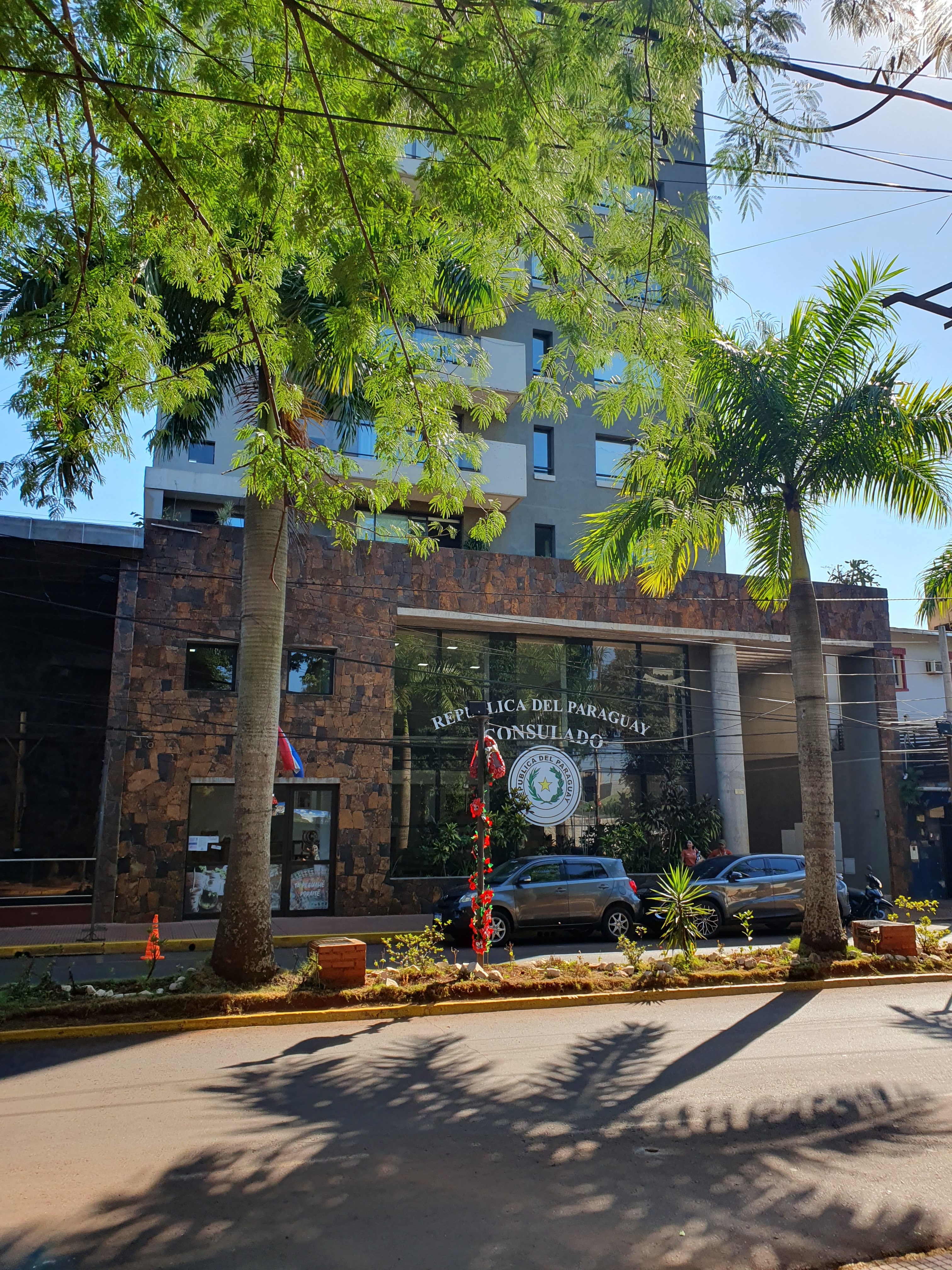
Consulat à Puerto Iguazú.
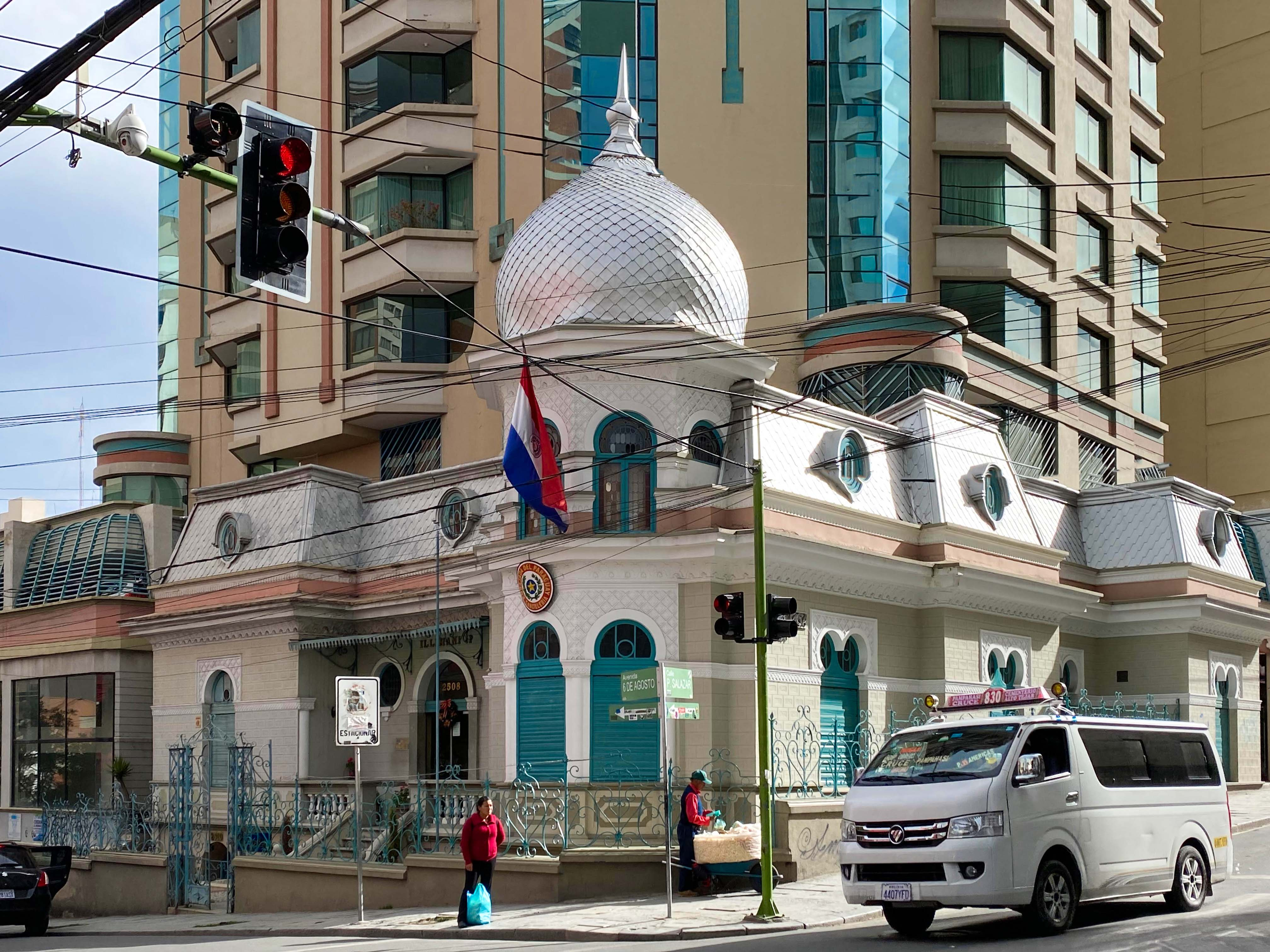
Ambassade à La Paz.
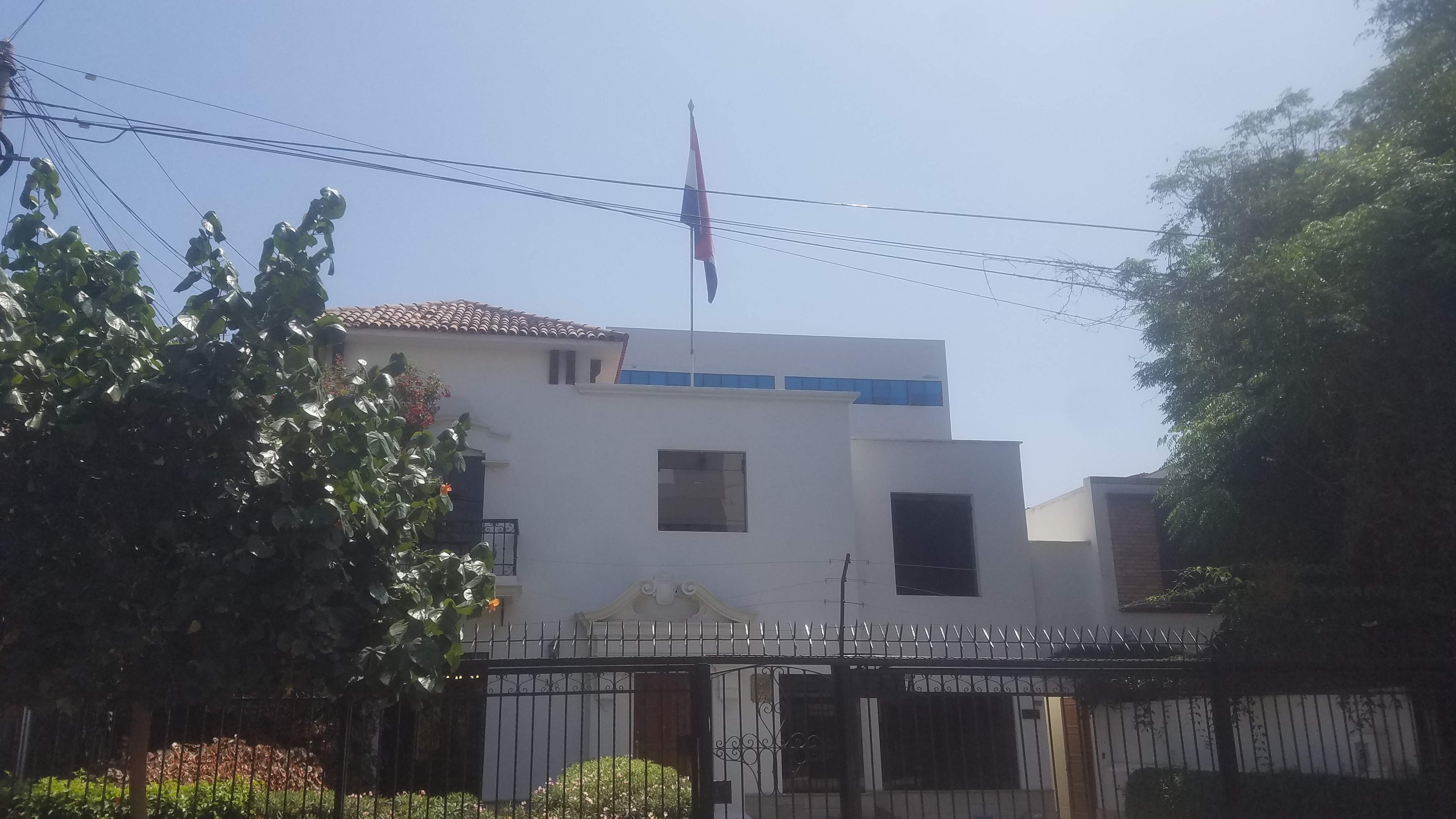
Ambassade à Lima.
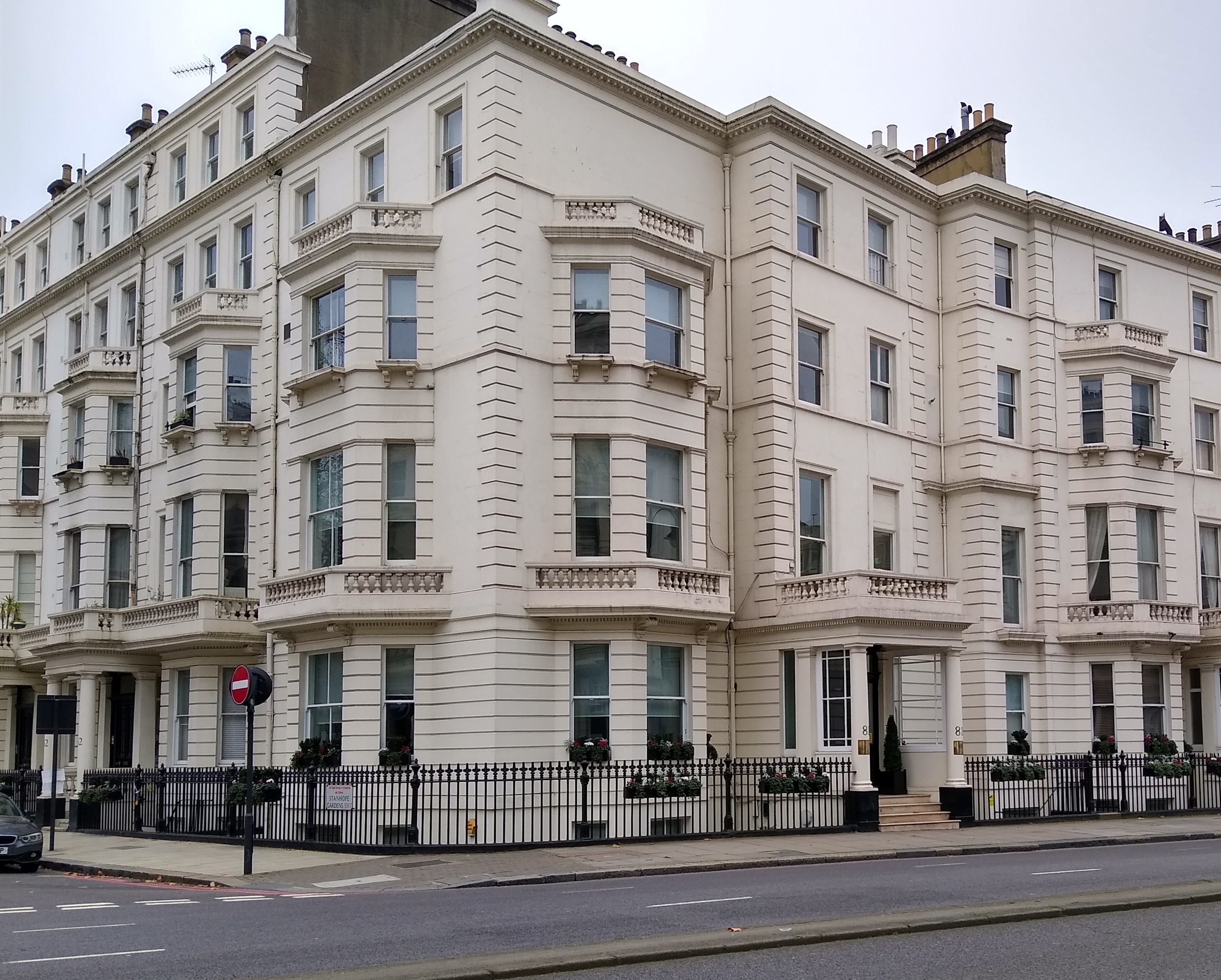
Ambassade à Londres.
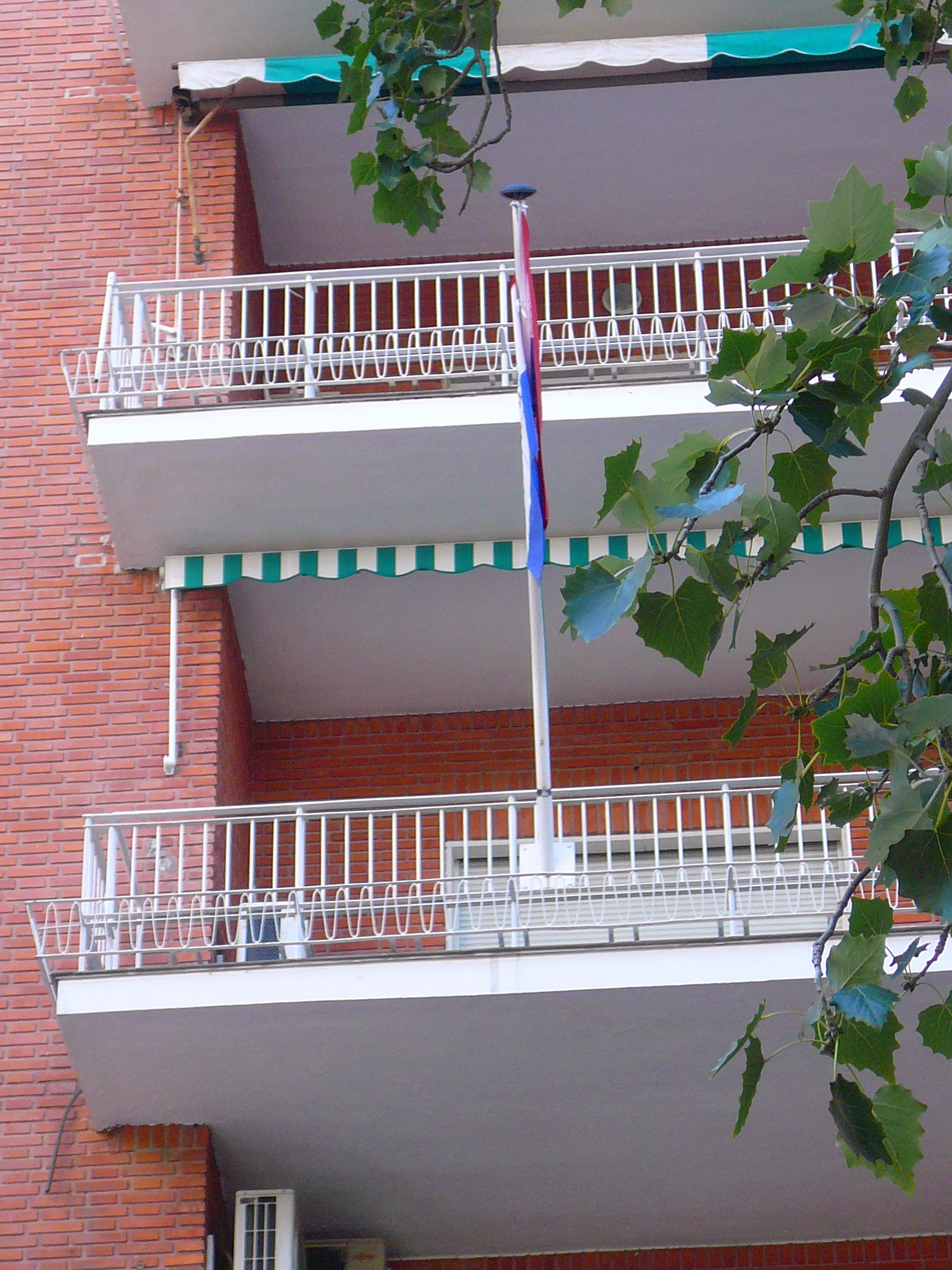
Ambassade à Madrid.
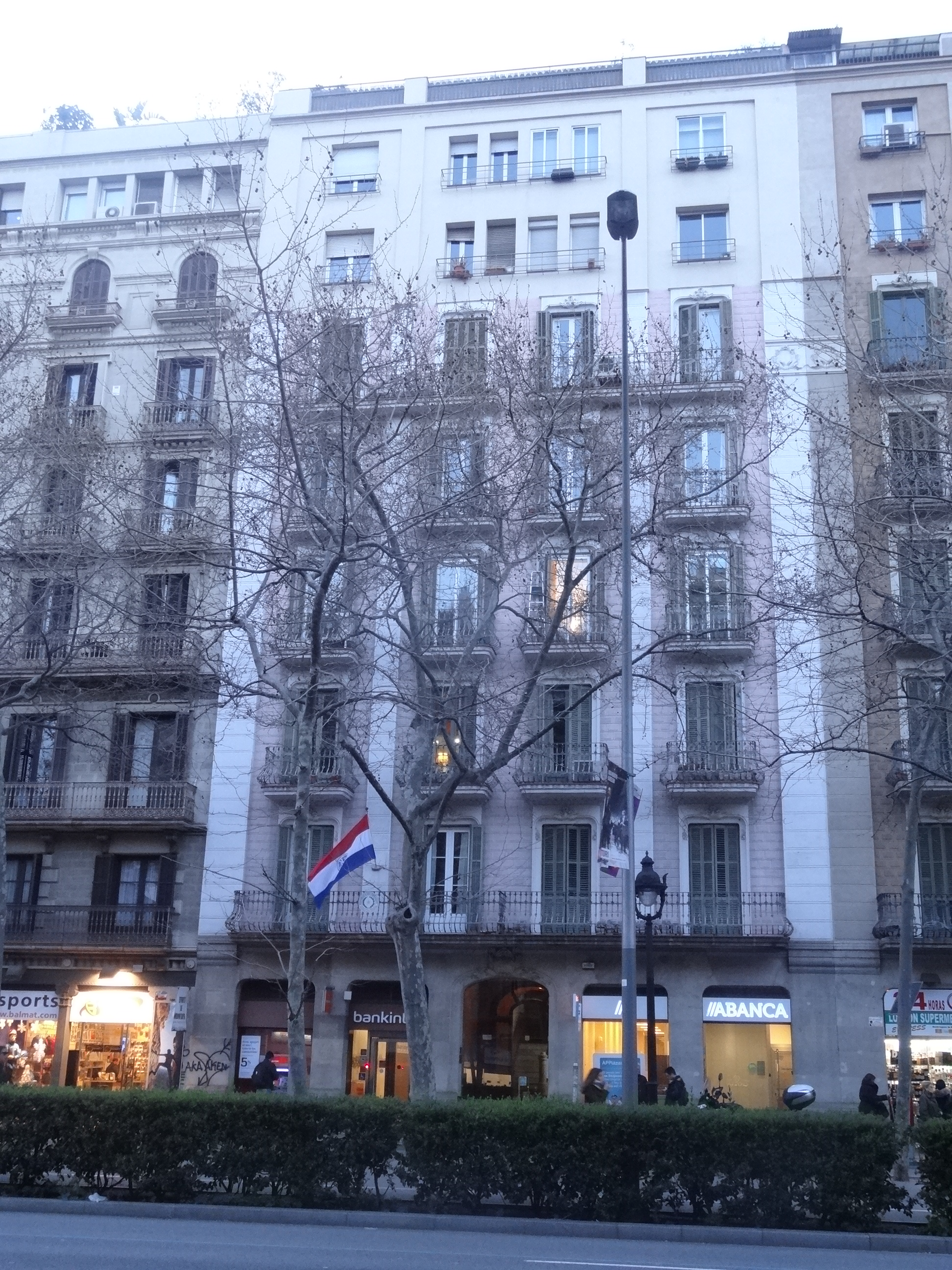
Consulat général à Barcelone.
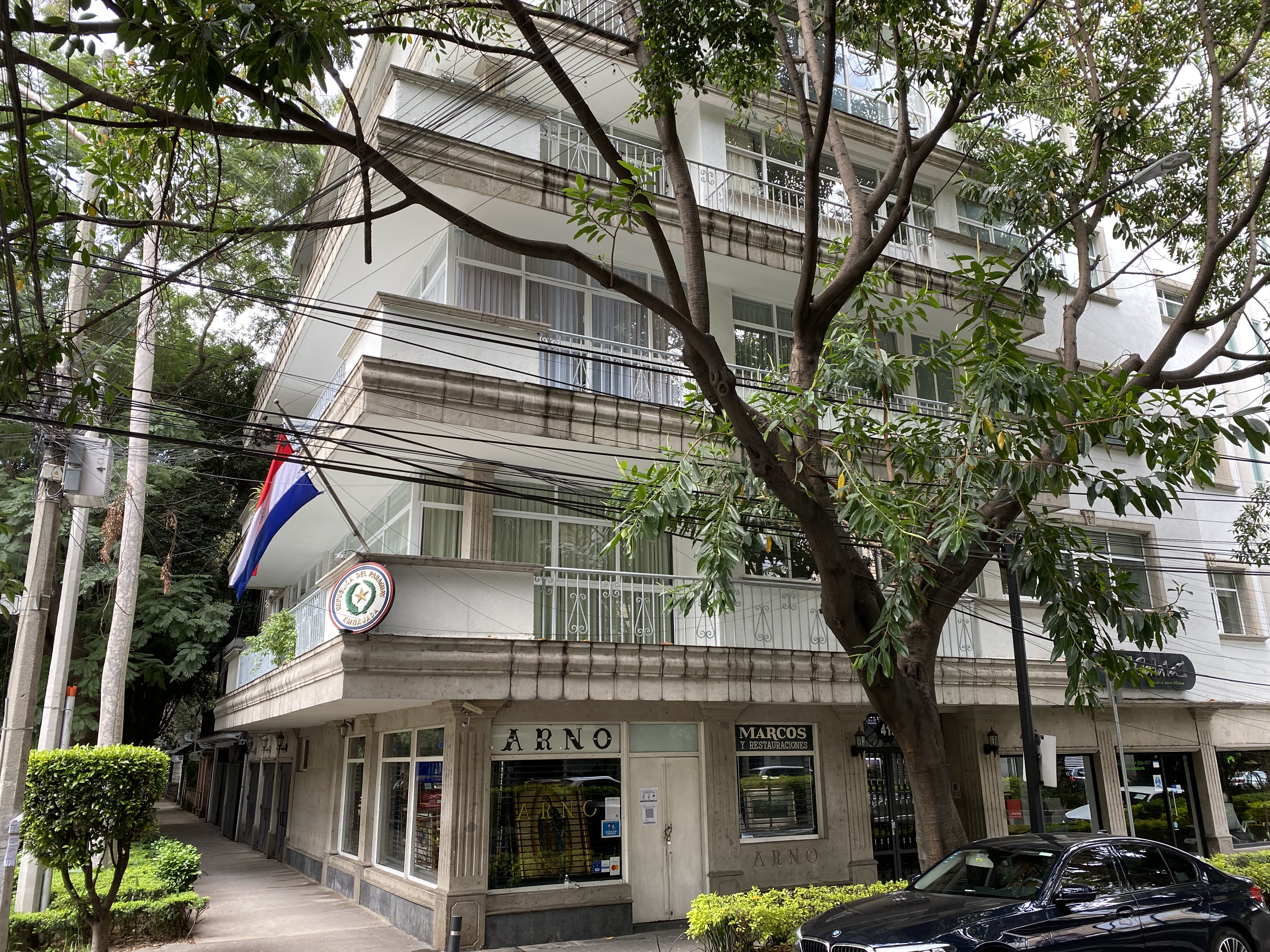
Ambassade à Mexico.
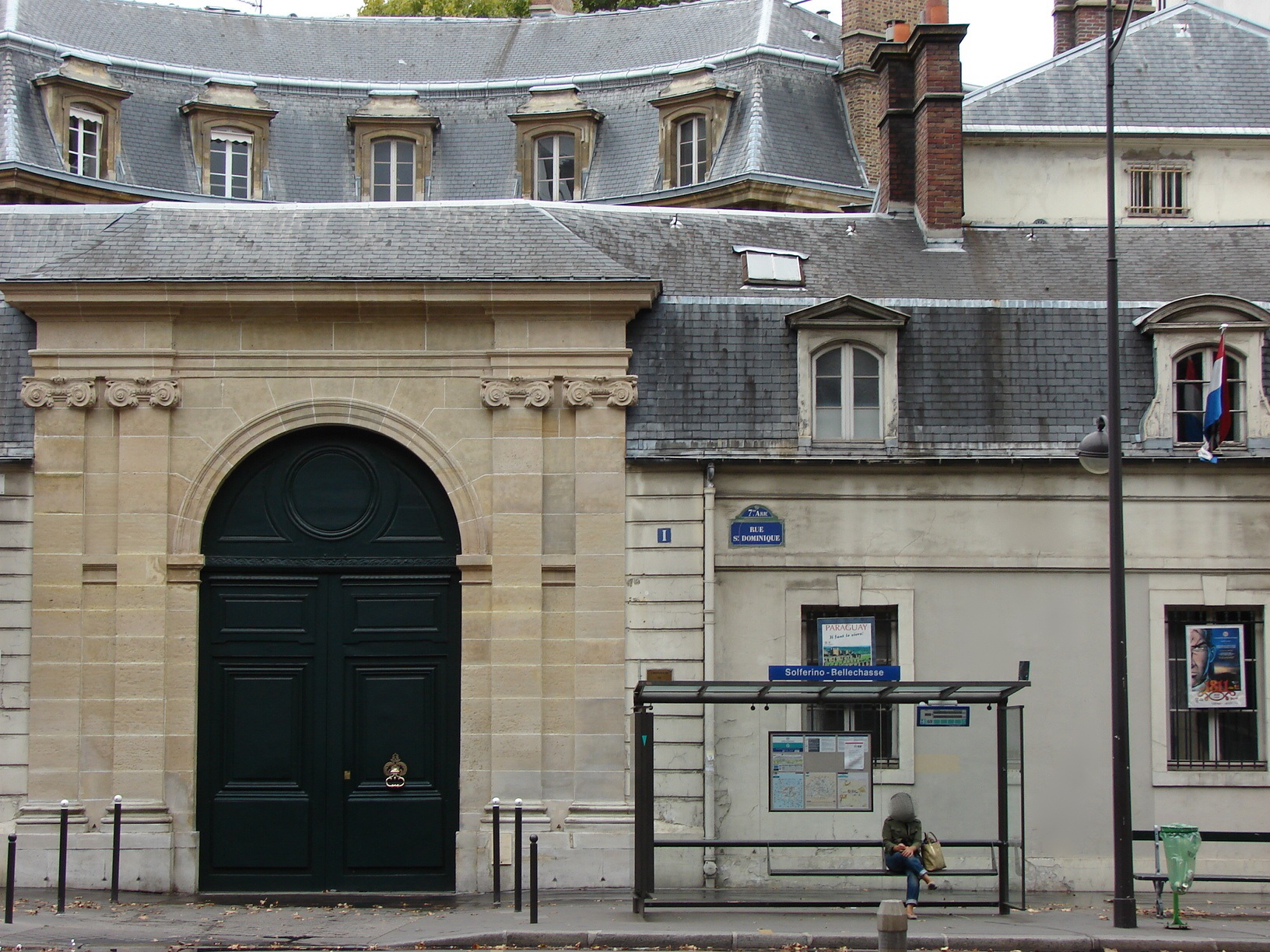
Ambassade à Paris.
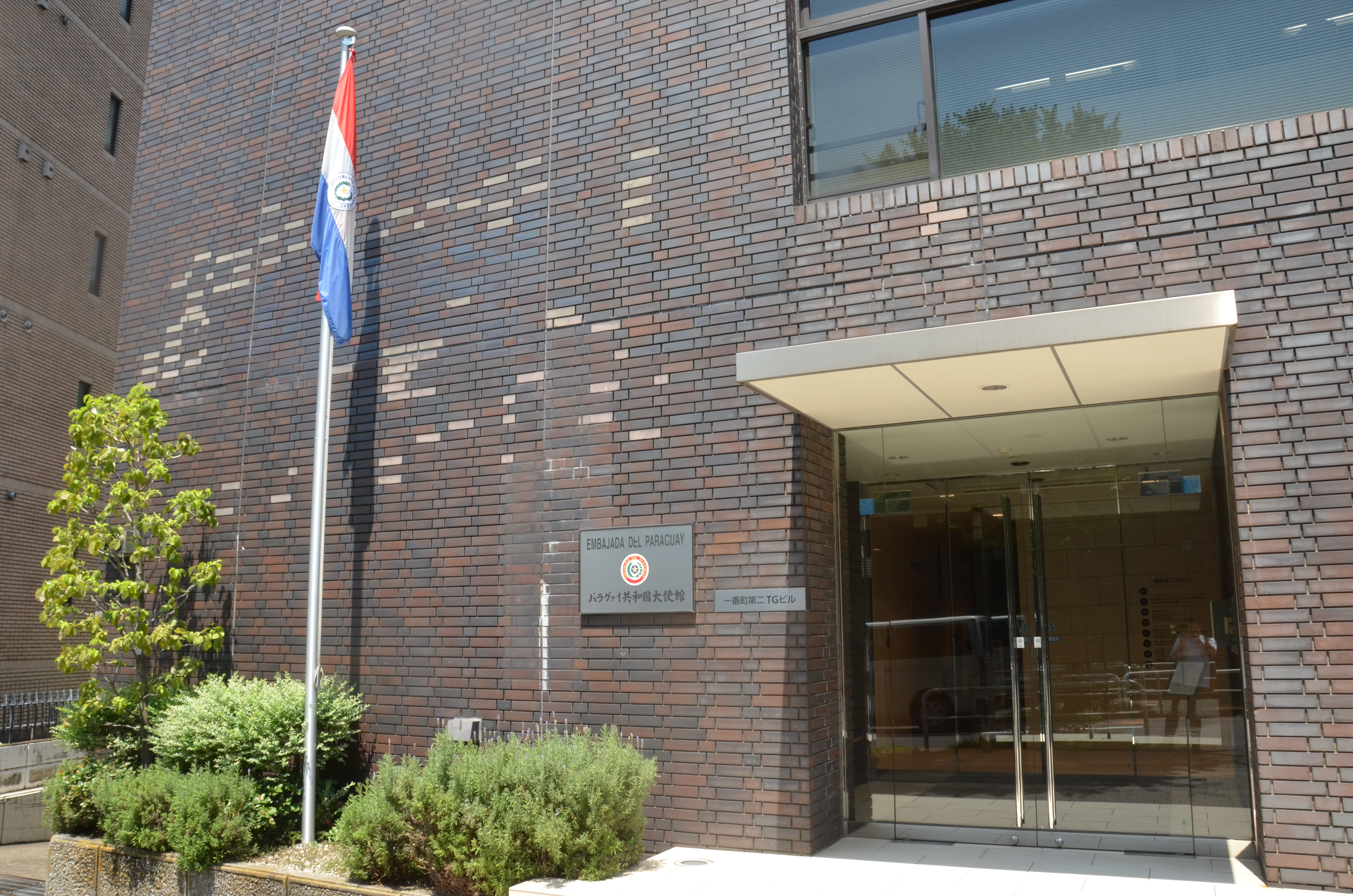
Ambassade à Tokyo.
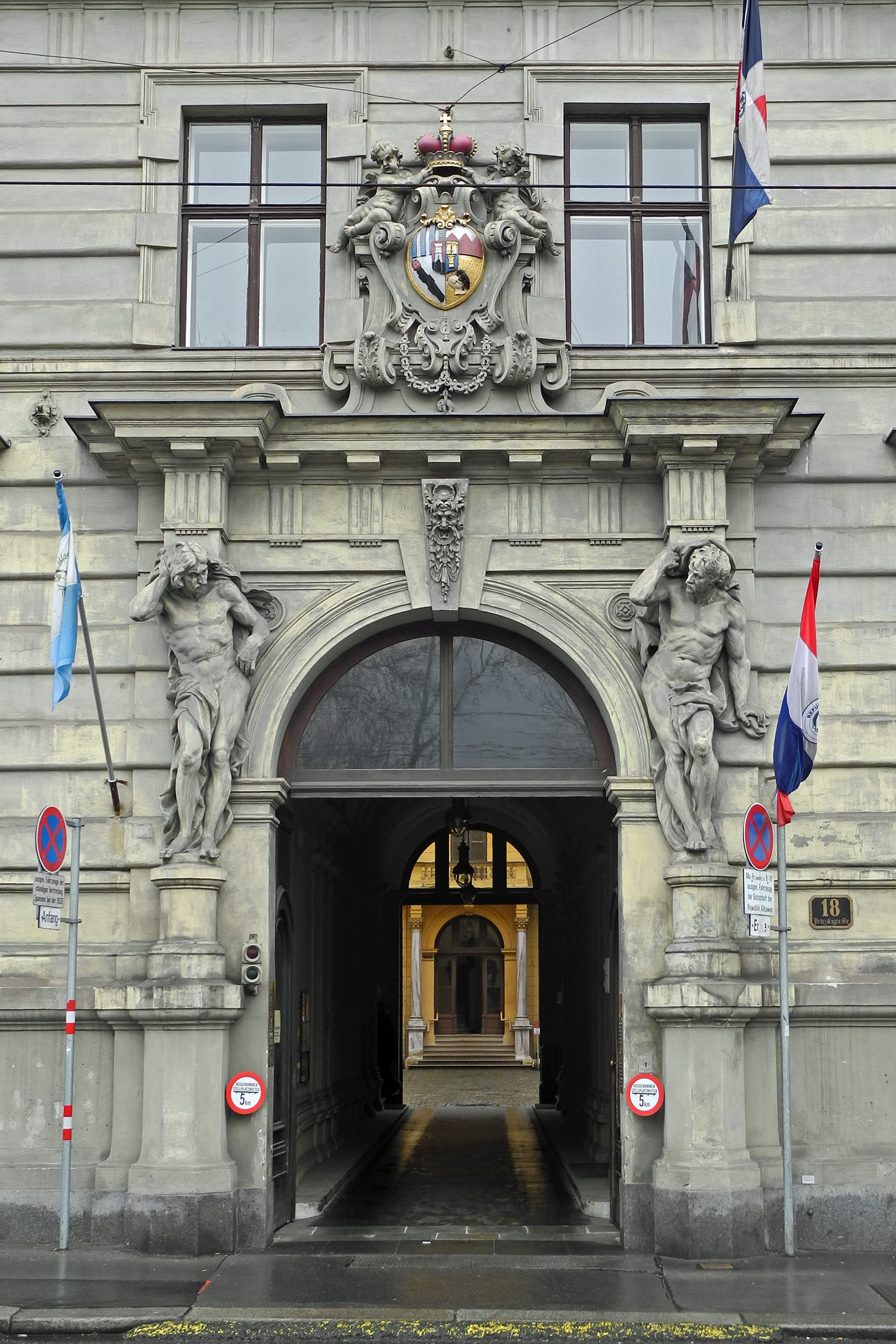
Ambassade à Vienne.
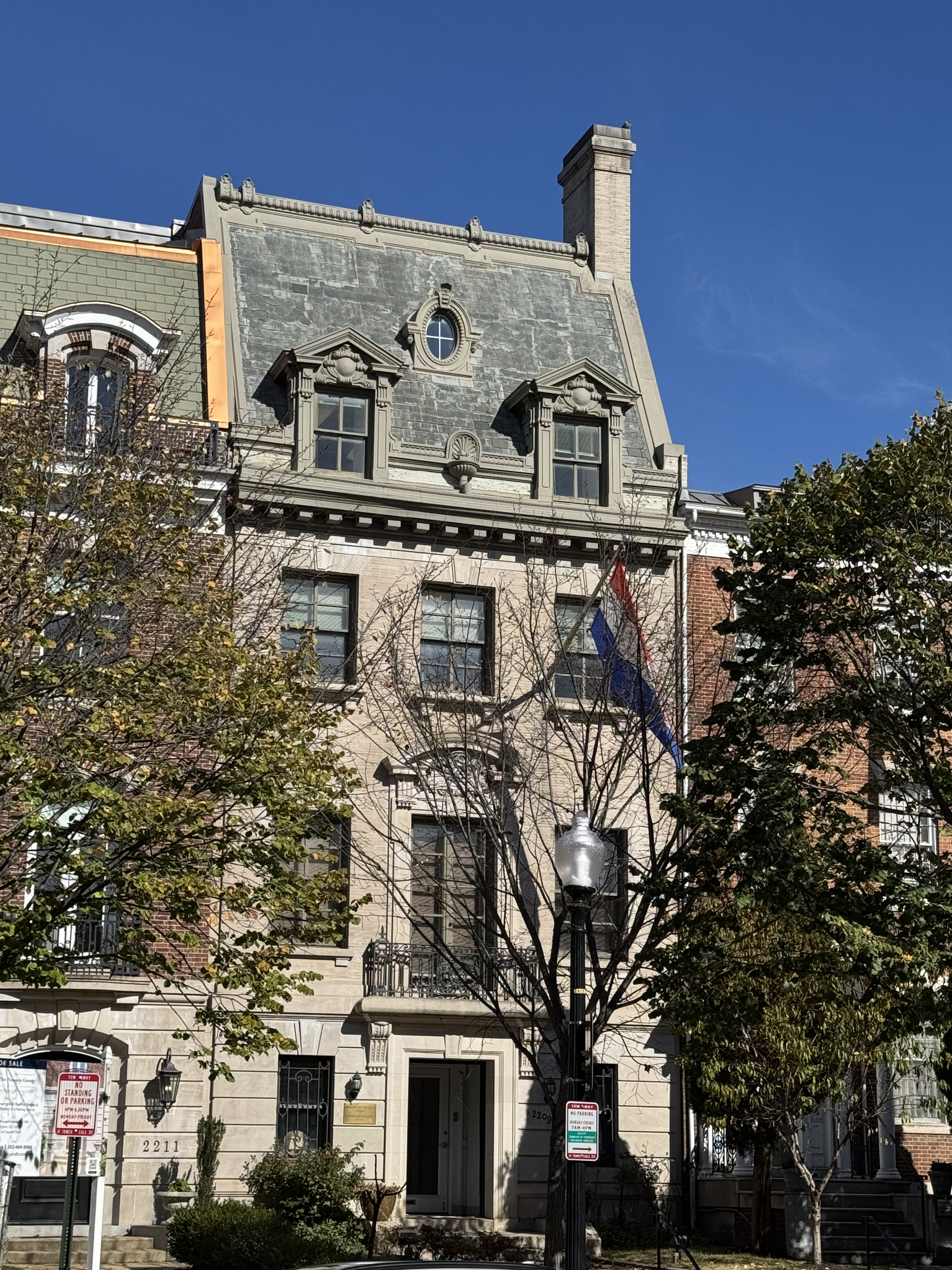
Ambassade à Washington.
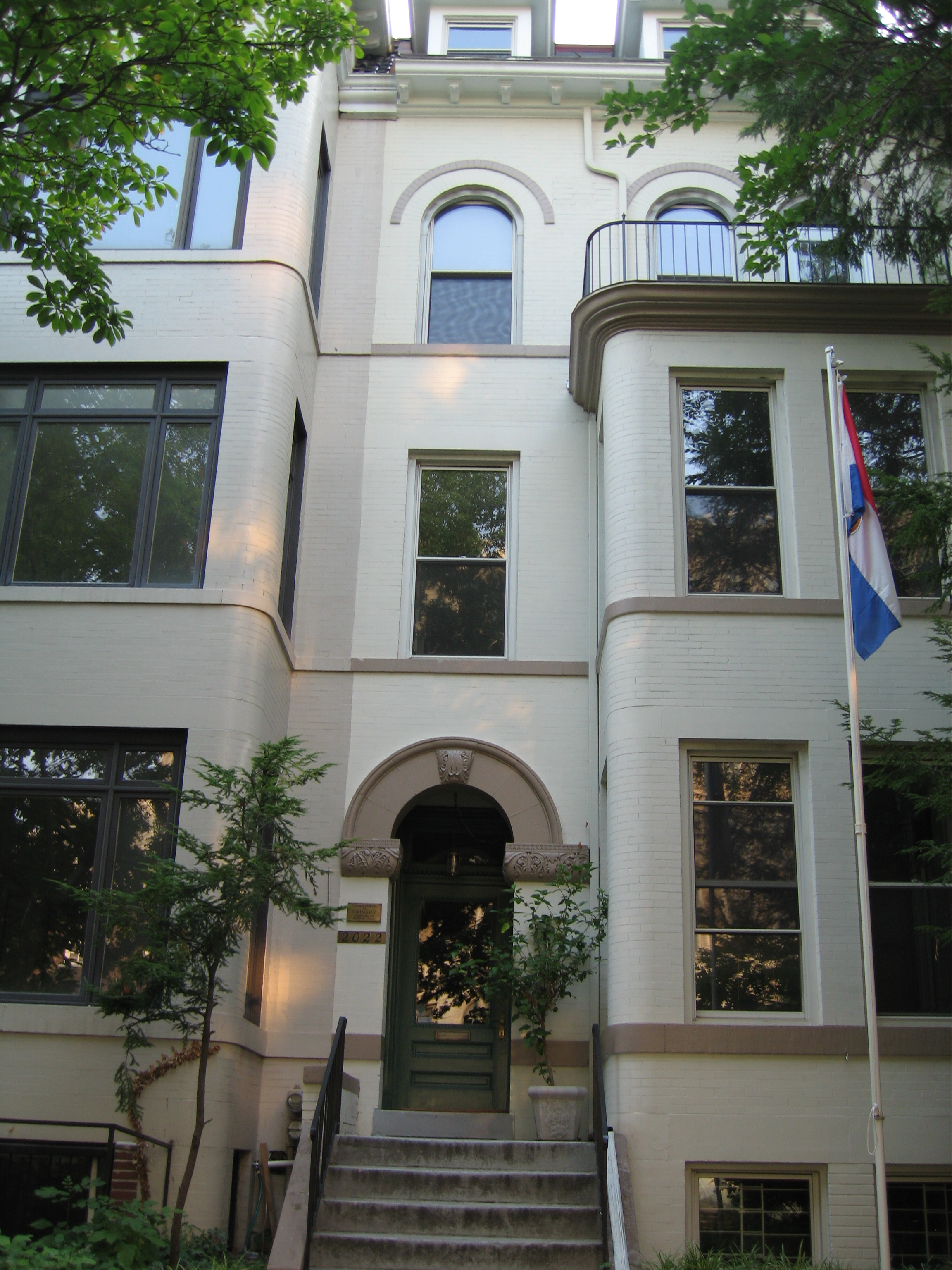
Mission permanente auprès de l'Organisation des États américains à Washington.